# Скарбний
Скарбний (також, скарбник, кустош чи хранитель скарбу; пол. Skarbny) — уряд центральний несенаторський Великого князівства Литовського Речі Посполитої.

## Історія та обов'язки уряду
Першим відомим скарбним був Сенька, який згадується 1452 року. Скарбний був помічником підскарбія земського (після 1596 року підскарбія великого литовського). Він мав резиденцію у вільненському замку, де охороняв архів і скарбницю Великого князівства Литовського. Його відповідником у Короні був хранитель коронний.
Скарбні були також у воєводствах і повітах, вели переписку щодо фінансових питань, складали інвентарі володінь, які підлягали оподаткуванню.